# Oswald Bartmański
Oswald Bartmański (5. dubna 1826 Tarnów – 9. února 1887 Žuravnyky) byl rakouský politik polské národnosti z Haliče, v 2. polovině 19. století poslanec Říšské rady.

## Biografie
Působil jako politik. Zastával funkci viceprezidenta haličského místodržitelství.
Působil taky jako poslanec Říšské rady (celostátního parlamentu Předlitavska), kam usedl ve volbách roku 1879 za kurii velkostatkářskou v Haliči. Rezignaci oznámil na schůzi 4. prosince 1884. Ve volebním období 1879–1885 se uvádí jako Oswald Bartmański, penzionovaný c. k. místodržitelský viceprezident, bytem Žuravnyky. Patřil mezi polské národní poslance (parlamentní Polský klub).
Zemřel náhle v únoru 1887 na srdeční mrtvici.